# Justo Germán Cantero
Justo Germán  (Trinidad, Las Villas, Cuba el 27 de mayo de 1815-1870),,fue protector de las artes, mecenazgo que ejerció con el ilustre músico trinitario José Manuel Jiménez Berroa (Lico) y con el eminente poeta cubano Gabriel de la Concepción Valdés (Plácido). Caballero regidor y alférez real perpetuo de Trinidad, gentilhombre de cámara con ejercicio y servidumbre del rey, fue caballero Gran Cruz de la Orden de Carlos III y de la Orden de Isabel la Católica, cruz de la Flor de Lis de la Vendée de Francia, caballero de la Orden de Montesa e impulsor de la industria azucarera y del primer ferrocarril en Trinidad. 
El teniente gobernador de Trinidad, Pedro de la Peña, trató de incluirlo entre los inculpados de la causa que se le siguió a Plácido, cosa que no pudo lograr por ser Justo Germán personaje poderosísimo. Fue propietario del famoso Teatro Brunet desde 1849 y el cual se mantuvo en la familia hasta alrededor de 1883. Fue dueño de la imprenta y el periódico El Correo desde 1851 hasta su muerte en 1870.
El historiador y sociólogo  español Ramón de la Sagra, uno de los tantos huéspedes ilustres que Cantero atendiera, dijo que era «uno de aquellos hombres amables, ilustrados y cultos que merecen ser ricos por el uso que saben hacer de los bienes de fortuna». Entre otros huéspedes ilustres que Cantero recibió se encontraron Francisco Serrano y Domínguez, duque de la Torre y su esposa Antonia Domínguez de Guevara y Borrell, condesa de San Antonio y prima hermana de María Monserrate Fernández de Lara y Borrell, esposa de Cantero. Alexander von Humboldt y el naturalista alemán Juan Cristóbal Gundlach, considerado como el padre de la ornitología cubana, fueron ambos recibidos y hospedados por Cantero.
Justo Germán fue propietario de los ingenios Buena Vista, Guinia de Soto y La Caridad. La famosa campana inscrita «Ingenio de Buena Vista de Don Justo Germán Cantero», fundida en Trinidad en 1846 por José Giroud, se puede apreciar en su actual ubicación en el antiguo ingenio Manaca-Iznaga.